# Henry Grinnell

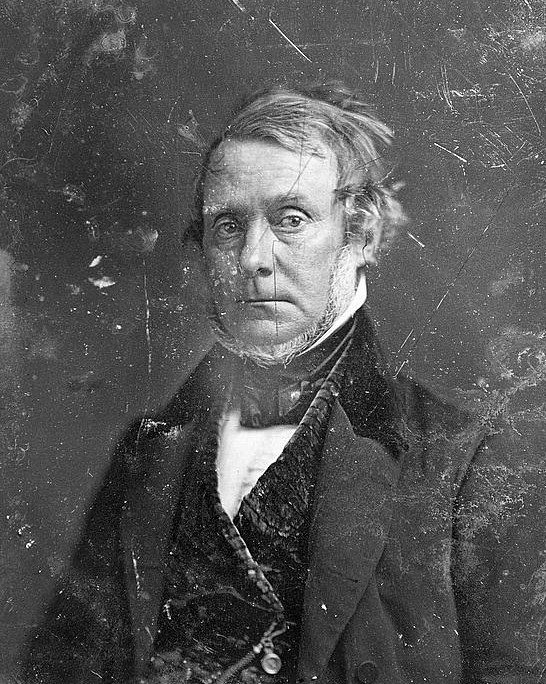
Henry Grinnell

Henry Grinnell (* 18. Februar 1799 in New Bedford, Massachusetts; † 30. Juni 1874 in New York) war ein US-amerikanischer Reeder und Kaufmann.

## Leben
Grinnell übersiedelte 1828 von Massachusetts nach New York, wo er als Reeder und Kaufmann zu großem Reichtum und Ansehen gelangte. Bekannt wurde er vor allem durch seine freigiebige Unterstützung der Polarforschung. Dabei nahm er lebhaften Anteil an wissenschaftlichen Bestrebungen und suchte diese nach Kräften zu fördern. So rüstete er auf eigene Kosten das Schiff aus, das 1850 unter Edwin De Havens Kommando zur Suchexpedition nach dem verschollenen Polarforscher John Franklin ausging (sogenannte 1. Grinnell-Expedition). Zum großen Teil finanzierte er auch die aus demselben Grund gestartete Expedition Elisha Kent Kanes in den Jahren 1853 bis 1855 (sogenannte 2. Grinnell-Expedition). Des Weiteren war er Hauptgeldgeber der arktischen Unternehmung von Polarforscher Isaac Israel Hayes 1860 und der „Polaris“-Expedition 1871 von Charles Francis Hall.
Grinnell war Gründungsmitglied und von 1852 bis 1853 Präsident der American Geographical Society sowie deren Vize-Präsident von 1854 bis 1872. 1853 wurde er zum Mitglied der American Philosophical Society gewählt.
Heute erinnern geographische Benennungen wie die Grinnell-Halbinsel (lat. 75° 24′ 21″) für den nordwestlichen Teil der Devon-Insel und Grinnell-Land für den zentralen Teil der Ellesmere-Insel an ihn.